# Mari Pejlerján
Mari Pejlerján (örményül: Մառի Պեյլերյան) (Konstantinápoly, 1877. – 1915.) örmény feminista aktivista, író és közszereplő, az örmény népirtás áldozata.

## Élete
Konstantinápoly Beşiktaş kerületében született, a náregi általános iskolában tanult. A Pera Művészeti Iskolában folytatta a tanulmányait. Ebben az időszakban jelentek meg írásai az Arevelk (Kelet) újságban, Kalipso álnéven. Tele volt lelkesedéssel, és szívesen vett részt az örmény felszabadító mozgalomban. Hamarosan úgy döntött, hogy csatlakozik a szociáldemokrata párthoz. A párt vezetői úgy döntöttek, hogy nagyon fiatal, hogy tagja legyen, de kinevezték a párt média tudósítójává.

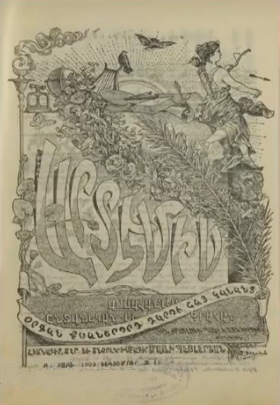
Az Artemis női magazin borítója

1895-ben letartóztatták volna a Bab Ali tüntetéseiben való részvételéért, ezért kénytelen volt elmenekülni az egyiptomi Alexandriába. A török kormány a távollétében halálra ítélte őt. Egyiptomban egy helyi örmény iskolában tanított. Röviddel Kairóba érkezése után feleségül vette Nak Nakashian forradalmár. 
1902 és 1903 között elindította az Artemis kiadványt, amely a 20. századi örmény nők számára készült, és amely felhívta a figyelmet a száműzetés és az erőszakos migráció témáira. Kiemelten fontosnak tartotta a nők jogairól szót emelni, elősegítette a nők oktatását és foglalkoztatását. Nemcsak híres írók, hanem örmény nők beadványaival is foglalkozott. Különösen érdekelte az örmény nők szerepe a nemzeti identitás kialakításában. Az általa készített írások számos nőjogi témát vizsgáltak meg, ideértve a kényszerházasságot és az anyaságot. A száműzetése során Egyiptomon kívül ciprusi örmény iskolákban is tanított.
1908-ban amikor az Ifjútörök mozgalom hatására bevezették az oszmán alkotmányt, mint a legtöbb örmény és nem örmény értelmiségi, visszatért szülővárosába. Kiadta saját munkáinak irodalmi gyűjteményét, melynek a Felfelé címet adta. 1915-ig folytatta a tanári munkát Szmirnában és Tokatban. 1915. április 24-én tartóztatták le több mint 200 örmény értelmiségivel együtt. A további sorsa ismeretlen, az örmény népirtás áldozataként életét veszítette.

## Fordítás
- Ez a szócikk részben vagy egészben  a   Mari Beyleryan című angol Wikipédia-szócikk ezen változatának fordításán alapul.  Az eredeti cikk szerkesztőit annak laptörténete sorolja fel. Ez a jelzés csupán a megfogalmazás eredetét és a szerzői jogokat jelzi, nem szolgál a cikkben szereplő információk forrásmegjelöléseként.